# Artephius
Artephius, auch Artefius, war ein Alchemist des 12. Jahrhunderts. 
Artephius schrieb in Latein, kannte aber arabische Literatur über Alchemie. Über seine Herkunft weiß man nichts. Er zitiert häufig den arabischen Alchemisten Adfar (11. Jh., Alexandria, angeblich der Lehrer von Morienus) und wird von Roger Bacon zitiert, so dass man sein Wirken oft in der Mitte zwischen beiden um 1150 einordnet. Später wurde ein Manuskript seines Hauptwerks Clavis Majoris Sapientiae entdeckt, die einen ursprünglich arabischen Autor vermuten lässt. Johannes Gildemeister identifizierte ihn mit dem arabischen Alchemisten und Dichter Al-Tughrai aus dem 12. Jahrhundert.
Er hatte unter Alchemisten einen Ruf als Meister der Goldherstellung. Aufgrund eines Übersetzungsfehlers aus dem Arabischen identifizierte ihn Ristoro d’Arezzo im 13. Jahrhundert mit Orpheus.
Von ihm stammt:
- Liber secretus de arte occulta atque lapide philosophorum (gedruckt in Latein in Amsterdam 1678, Frankfurt 1685 und in Französisch 1609, in Englisch 1624 in London mit einer Schrift von Nicolas Flamel, übersetzt von einem Eirenäus Orandus)
- Clavis Majoris Sapientiae (Schlüssel der höheren Weisheit), zuerst gedruckt in Paris 1609 und danach in Frankfurt 1614, im Theatrum Chemicum (Band 5) und in deutscher Übersetzung in Nürnberg 1717 (sowie Leipzig 1736, 1748). Es ist identisch mit einer Schrift, die im Theatrum Chemicum unter dem Namen von Alfons X. erschien, aber arabischen Ursprungs ist (Alfons X. veranlasste nur die Übersetzung).

Ihm wurde auch ein Tractatus de vita proroganda zugeschrieben, in dem behauptet wurde, der Autor könne sein Leben verlängern und wäre über 1000 Jahre alt.
Er wurde häufig mit Alphidius verwechselt.